# FindLaw
FindLaw è un'azienda del gruppo Thomson Reuters che fornisce informazioni legali e servizi di marketing online per gli studi legali. Fondata da Stacy Stern, Martin Roscheisen e Tim Stanley nel '95, sei anni più tardi fu acquisita dalla casa editrice giuridica West, che a sua volta nel 2001 entrò a far parte di Thomson Reuters.
FindLaw.com è un sito Web di informazioni legali gratuito che pubblica e rende consultabili gratuitamente alcune fonti della giurisprudenza statunitense, statuti statali e federali, un elenco di avvocati, notizie e analisi. Si rivolge ai consumatori, ai proprietari di piccole imprese, a studenti e professionistidel mondo giuridico relativamente ad aspetti legali di questioni leglai quotidiane. Il servizio include un dizionario legale gratuito e Writ, una rivista curata principalmente accademici in materie giuridiche e aperta alla discussione con i lettori.
Lawyermarketing.com è un servizio che si occupa di sviluppo di siti Web e di pubblicità su Internet per professionisti e membri estesi della comunità legale.
sulle ceneri del servizio di consulenza legale Contact Law, nel 2010 FindLaw ha lanciato la propria versione britannica chiamata FindLaw UK (www.findlaw.co.uk), un sito web che presenta informazioni e un elenco di avvocati disponibili per le aziende e i privati del Regno Unito.